# Junior Witter
Pour les articles homonymes, voir Witter.
Junior Witter est un boxeur anglais né le 10 mars 1974 à Bradford.

## Carrière
Passé professionnel en 1997, il devient champion d'Angleterre des poids super-légers en 2002, champion d'Europe EBU en 2004 puis champion du monde WBC de la catégorie le 15 septembre 2006 après sa victoire aux points contre DeMarcus Corley. Witter perd cette ceinture le 10 mai 2008 face à l'américain Timothy Bradley.

## Référence
1. ↑  (en) Junior Witter vs. DeMarcus Corley (boxrec.com)